# Thecla verbenaca
Thecla verbenaca är en fjärilsart som beskrevs av Druce 1907. Thecla verbenaca ingår i släktet Thecla och familjen juvelvingar. Inga underarter finns listade i Catalogue of Life.